# الضحايا (فلم 1982)
الضحايا (بالفرنسية: Les sacrifiés) هو فيلم جزائري أُنتج عام 1982.

## قصة الفيلم
في عام 1955 (أثناء الثورة الجزائرية)، يقوم أفراد من الجبهة الوطنية للسيطرة على المقاومة، لكن محمود (ميلود خطيب) يكتشف أن للعدو جانباً إنسانياً.